# Skortstøl Station
Skorstøl Station (Skorstøl holdeplass) er en tidligere jernbanestation på Sørlandsbanen, der ligger i Gjerstad kommune i Norge. Den ligger i et område, der hovedsageligt er præget af skove og søer som den nærliggende Skorstølsvatnet.
Stationen blev oprindeligt etableret som krydsningsspor 10. november 1935. 1. april 1937 forsynedes det østlige spor med et trinbræt. 15. december 1970 fik den status som fjernstyret krydsningsspor, og betjeningen med persontog ophørte.